# جون باركر (لاعب كرة الماء)
جون باركر (بالإنجليزية: John Parker)‏ هو لاعب كرة الماء أمريكي، ولد في 13 سبتمبر 1946 في نيوبورت في الولايات المتحدة.

## وصلات خارجية
- جون باركر على موقع قاعة مشاهير السباحة الأمريكية (الإنجليزية)
- جون باركر على موقع اللجنة الأولمبية الدولية (الإنجليزية)
- جون باركر على موقع أوليمبيديا (الإنجليزية)